# Tholosgräber von Mykene

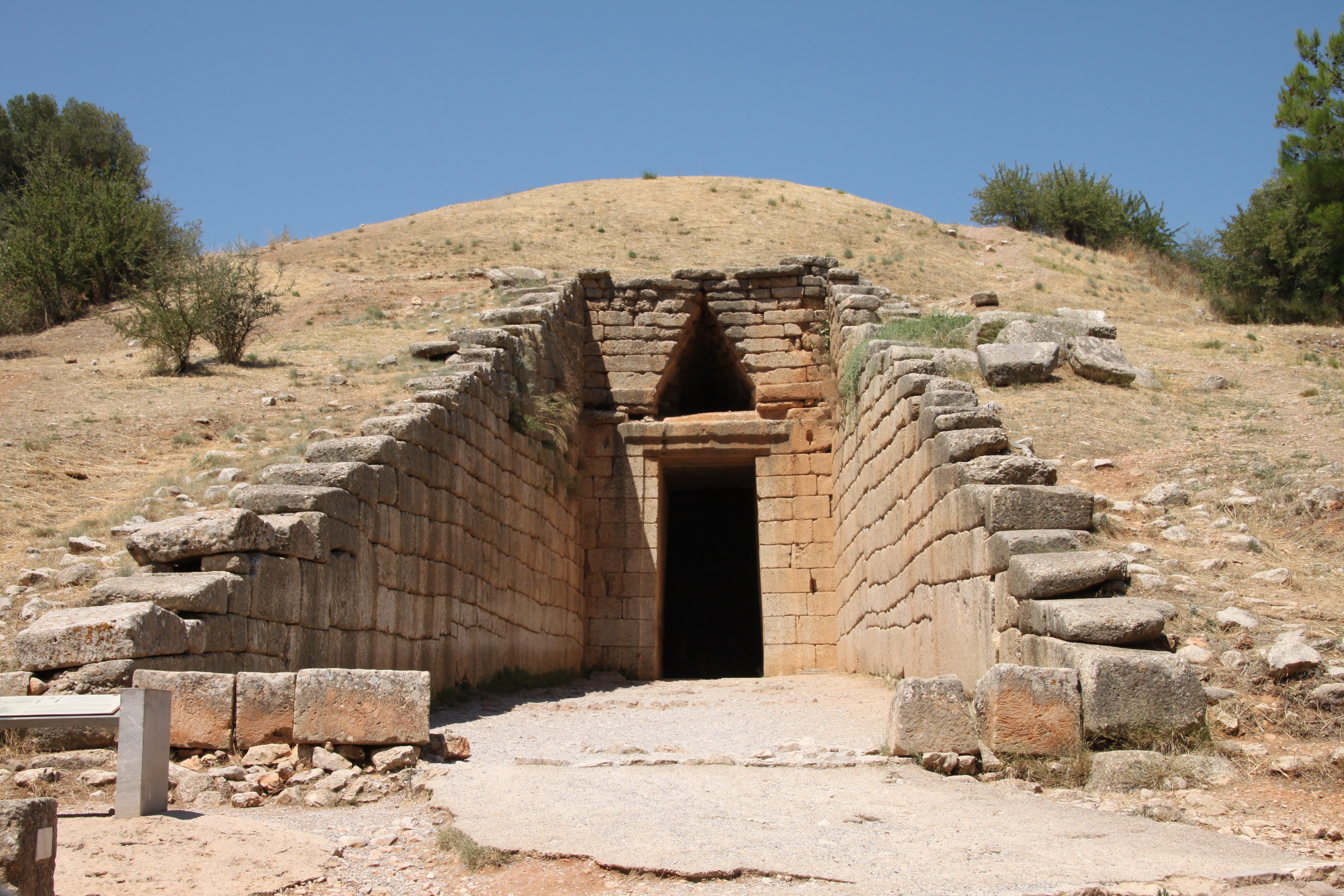
Tholosgrab in Mykene: Das sog. "Schatzhaus des Atreus"

Die Tholosgräber von Mykene sind eine charakteristische Grabform von Rundgräbern der späthelladischen Zeit in Mykene und Umgebung. Die neun Gräber entstanden über einen Zeitraum von rund 300 Jahren und erfuhren im Verlauf der Epochen drastische Veränderungen in Lage, Form und Gestaltung, die mit einem Wandel ihrer Bedeutung für die Lebenden einhergingen.
Der Archäologe Alan Wace teilte die Tholosgräber in drei Gruppen ein:
- 1. Gruppe (SH II A Früh – SH II A; 1500 – 1470 v. Chr.):
  - Grab von Epano Phournos
  - Kyklopengrab
  - Grab des Aigisthos

- 2. Gruppe (SH II A-B; 1460 – 1400 v. Chr.):
  - Grab von Kato Phournos
  - Löwengrab
  - Panagia-Tholos

- 3. Gruppe (SH III B; 1300 – 1220 v. Chr.):
  - Grab der Genien
  - Schatzhaus des Atreus
  - Grab der Klytaimnestra